# Dreizacke aus Holz

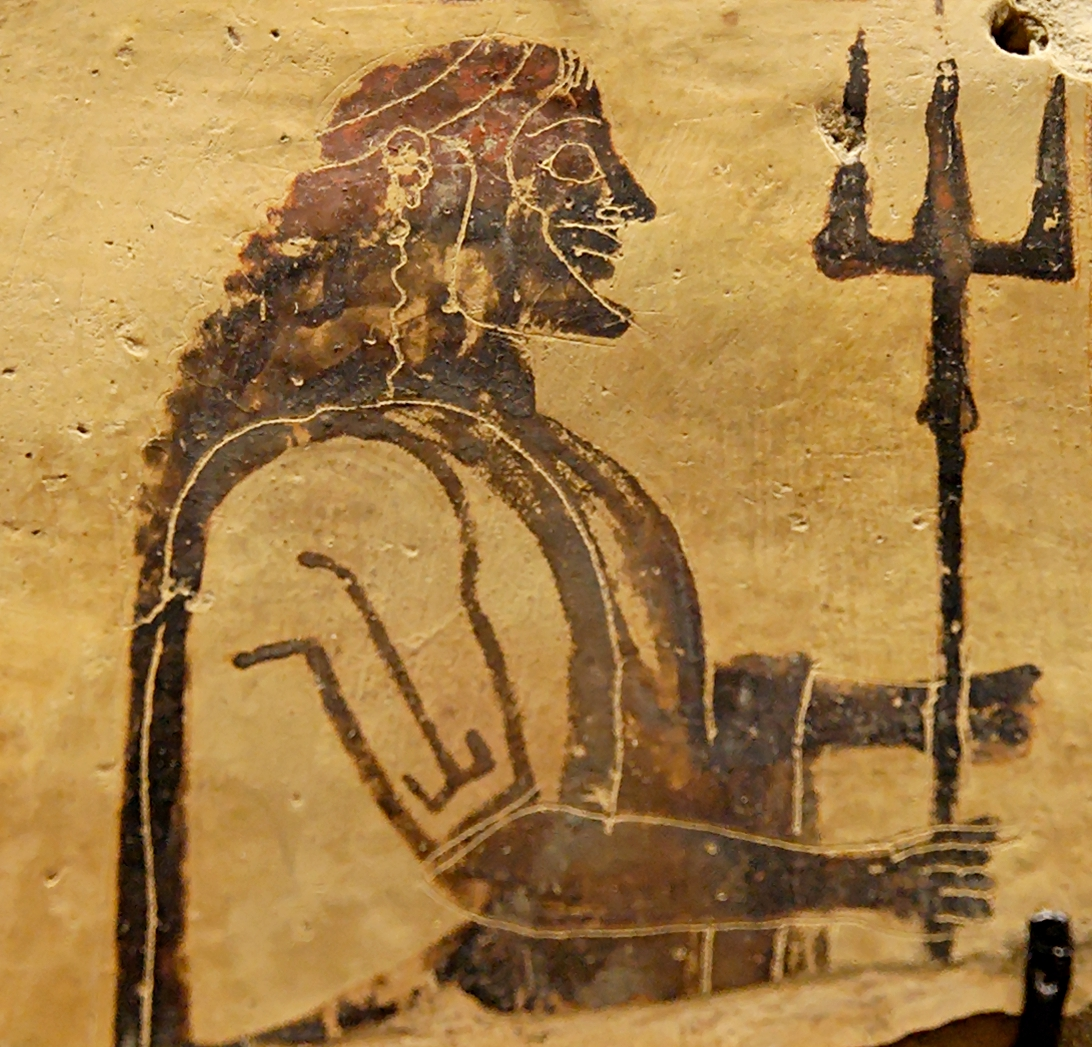
Poseidons Dreizack

Die jungsteinzeitlichen Dreizacke aus Holz (englisch neolithic wooden tridents) wurden 2009, während der archäologischen Trassenuntersuchung der Nordstrecke bei Carlisle in Cumbria in England entdeckt.
Die beiden Dreizacke wurden in einem ehemaligen Bett des Flusses Eden, westlich von Stainton gefunden und auf 3900 bis 3400 v. Chr. datiert. Der Wasserlauf lag neben einer Siedlung, wo Tausende von Feuersteinabschlägen gefunden wurden. Beide Dreizacke sind über zwei Meter lang und mit Steinwerkzeugen, aus dem Eichenbrett eines 300 Jahre alten Baumes gefertigt. 
Dreizacke sind so selten, dass sie von nationaler Bedeutung sind. Sie sind identisch mit 200 Jahre älteren Funden, zwei in Ehenside Tarn in Cumbria und zwei aus einem Sumpf im County Armagh, in Nordirland. Die nahezu identischen Designs zeigen, dass sie für einen anerkannten Zweck gemacht wurden. Allerdings ist dieser offen.